# ترانه (فیلم ۱۳۹۶)
ترانه فیلمی به کارگردانی و نویسندگی مهدی صاحبی و تهیه‌کنندگی محمدتقی انصاری محصول سال ۱۳۹۶ است. این فیلم در ۳ بهمن ۱۳۹۷ در سینماهای ایران اکران شده‌است.

## خلاصه داستان
این فیلم داستان زندگی دختر دانشجویی است که کانون از هم پاشیده خانواده‌اش مشکلات زیادی را برای او به وجود آورده‌است تا جایی که برای تأمین هزینه‌های زندگی‌اش فعالیت در یک شرکت مدلینگ غیررسمی را انتخاب می‌کند و در این مسیر گرفتار افرادی می‌شود که او را تا پای مرگ پیش می‌برند.

## بازیگران
| بازیگر          | نقش       | توضیحات                                 |
| --------------- | --------- | --------------------------------------- |
| الهه حصاری      | ترانه     | نقش اصلی فیلم/عکاس و کاریاب شرکت مدلینگ |
| امیر رضا دلاوری | سیاوش     | دوست ترانه                              |
| اندیشه فولادوند | شهلا      | رئیس شرکت مدلینگ                        |
| نازنین فراهانی  | خانم محبی | مسئول خوابگاه دختران                    |
| مریم معصومی     | آزیتا     | مدل                                     |
| بابک انصاری     | امیر      | دوست و همکار شهلا                       |
| سیاوش چراغی‌پور  | کریم      | نگهبان خوابگاه دختران                   |
| حدیث مدنی       | ستاره     | هم‌اتاقی ترانه                           |
| نسیم مسلمی      | سمیه      | دوست صمیمی و بچه محل ترانه              |
| ایران مسعودی    | مرضیه     | هم‌اتاقی ترانه                           |
| آیدا تبیانیان   | سپیده     | همکار ترانه                             |
| مهناز کرباسچیان | فریبا     | هم‌اتاقی ترانه                           |
| میترا شاکری     |           |                                         |
| ریحانه محمدنژاد |           |                                         |